# Fluxbuntu
Fluxbuntu war ein inoffizielles Derivat der Linux-Distribution Ubuntu.
Fluxbuntu wurde speziell für ältere Rechner entworfen. Um diesem Anspruch gerecht zu werden, wurden einige Änderungen im Vergleich zu den offiziellen Ubuntu-Derivaten, wie Kubuntu oder Xubuntu, vorgenommen. Die wichtigste ist die Verwendung des sparsamen Fenstermanagers Fluxbox mit dem ROX-Filer als Dateimanager. Das Fluxbox-Menü ist dynamisch mit den via Advanced Packaging Tool installierten Programmen verknüpft. Des Weiteren wurden einige der mitgelieferten Programme durch sparsamere Alternativen ersetzt. Als Textverarbeitung kommt AbiWord (anstatt OpenOffice.org), als Browser Kazehakase (anstatt Mozilla Firefox) zum Einsatz.
Die letzte stabile Version von Fluxbuntu basiert auf Ubuntu 7.10 „Gutsy Gibbon“. Des Weiteren existiert eine Testversion, die auf Ubuntu 8.10 basiert, sowie eine experimentelle Version die Ubuntu 9.04 zur Grundlage hat. Alle drei Versionen werden bereits seit Jahren nicht mehr gepflegt.